# Internazionale Torino 1899
Questa voce raccoglie le informazioni riguardanti l'Internazionale Torino nelle competizioni ufficiali della stagione 1899.

## Stagione
Questa è l'ultima stagione disputata dal club, che a causa della crisi finanziaria che la colpisce, verrà assorbita dal Torinese l'anno successivo.
I bianconeri raggiungono comunque la finale di campionato, sconfiggendo gli altri club torinesi ma, soccomberanno nuovamente al Genoa.

## Divise
La maglia utilizzata per gli incontri di campionato era bianconera a strisce verticali.
| Manica sinistra · Manica sinistra · Maglietta · Maglietta · Manica destra · Manica destra · Pantaloncini · Calzettoni |

## Organigramma societario
Area direttiva
- Presidente: Luigi Amedeo di Savoia-Aosta

Area tecnica
- Capitano/allenatore: Gordon Thomas Savage

## Rosa
| N. |                        | Ruolo | Calciatore       |
| -- | ---------------------- | ----- | ---------------- |
|    | Inghilterra (bandiera) | P     | George Beaton    |
|    | Inghilterra (bandiera) | D     | Edward Dobbie    |
|    | Inghilterra (bandiera) | D     | Herbert Kilpin   |
|    | Italia (bandiera)      | C     | Giuseppe Lubatti |
|    | Inghilterra (bandiera) | C     | Stevens          |
|    | Svizzera (bandiera)    | C     | Albert Weber     |

| N. |                        | Ruolo | Calciatore                      |
| -- | ---------------------- | ----- | ------------------------------- |
|    | Italia (bandiera)      | A     | Guido Beltrami                  |
|    | Italia (bandiera)      | A     | Edoardo Bosio                   |
|    | Inghilterra (bandiera) | A     | Samuel Richard Davies           |
|    | Inghilterra (bandiera) | A     | Gordon Thomas Savage (capitano) |
|    | Italia (bandiera)      | A     | Franz Södvitch                  |

## Calciomercato
| Acquisti | Acquisti | Acquisti | Acquisti |
| R.       | Nome     | da       | Modalità |
| -------- | -------- | -------- | -------- |

| Cessioni | Cessioni | Cessioni | Cessioni |
| R.       | Nome     | a        | Modalità |
| -------- | -------- | -------- | -------- |

## Risultati

### Campionato Italiano di Football

#### Semifinale
| Arbitro: | De Rote (Torino) |

|             |           |  |
| Bosio Weber | Marcatori |  |

#### Finale
| Genova 16 aprile 1899, ore 16:00 CET Finale                                 | Genoa     | 3 – 1 | Internazionale Torino | Campo Sportivo di Ponte Carrega (150 spett.) |
| \| \| \| \| \| [2]Spensley [2]Dapples [2]Leaver \| Marcatori \| Weber[2] \| |           |       |                       |                                              |
|                                                                             |           |       |                       |                                              |
| Spensley Dapples Leaver                                                     | Marcatori | Weber |                       |                                              |

## Statistiche

### Statistiche di squadra
| Competizione                    | Punti | In casa | In casa | In casa | In casa | In casa | In casa | In trasferta | In trasferta | In trasferta | In trasferta | In trasferta | In trasferta | Totale | Totale | Totale | Totale | Totale | Totale | DR |
| Competizione                    | Punti | G       | V       | N       | P       | Gf      | Gs      | G            | V            | N            | P            | Gf           | Gs           | G      | V      | N      | P      | Gf     | Gs     | DR |
| ------------------------------- | ----- | ------- | ------- | ------- | ------- | ------- | ------- | ------------ | ------------ | ------------ | ------------ | ------------ | ------------ | ------ | ------ | ------ | ------ | ------ | ------ | -- |
| Campionato Italiano di Football | 2     | 1       | 1       | 0       | 0       | 2       | 0       | 1            | 0            | 0            | 1            | 1            | 3            | 2      | 1      | 0      | 1      | 3      | 3      | 0  |

### Statistiche dei giocatori
| Giocatore    | Campionato Italiano di Football | Campionato Italiano di Football |
| Giocatore    | Presenze                        | Reti                            |
| ------------ | ------------------------------- | ------------------------------- |
| G. Beaton    | 2                               | -3                              |
| G. Beltrami  | 2                               | 0                               |
| E. Bosio     | 2                               | 1                               |
| S. R. Davies | 2                               | 0                               |
| E. Dobbie    | 2                               | 0                               |
| H. Kilpin    | 2                               | 0                               |
| G. Lubatti   | 2                               | 0                               |
| G. T. Savage | 2                               | 0                               |
| F. Södvitch  | 2                               | 0                               |
| A. Weber     | 2                               | 2                               |